# Neommatissus spurcus
Neommatissus spurcus är en insektsart som beskrevs av Frederick Arthur Godfrey Muir 1913. Neommatissus spurcus ingår i släktet Neommatissus och familjen Dictyopharidae. Inga underarter finns listade i Catalogue of Life.